# 阿利森·肯尼迪
阿利森·肯尼迪（英語：Alyson Kennedy；1950年6月11日—），是一名美國社會主義工人黨活動家與政治家，曾擔任該黨2008年的副總統候選人，並特別爭取年輕人支持。該次選舉黨內的總統候選人羅傑·卡萊羅和詹姆斯·哈里斯均以他作競選搭檔，原因是因為卡萊羅是美国永久居民（持綠卡）而非美國公民，在某些州份憲法上無資格參選，需找哈里斯取代總統候選人席位。他們在路易斯安那州的選票寫在第一欄，卡萊羅／肯尼迪取得5,127票而哈里斯／肯尼迪取得2,424票。
2016年2月12日，社會主義工人黨公布提名肯尼迪為2016年美国总统选举的總統候選人，副手為奧斯本·哈特，是繼琳達·傑尼斯後該黨第二名女性總統候選人
。

## 外部連結
- "Alyson Kennedy, Socialist Workers Party candidate for U.S. vice president （页面存档备份，存于）", The Militant, 14 January 2008 (accessed 15 February 2008).